# 芗城区
24°30′41″N 117°39′15″E / 24.511419°N 117.654068°E
芗城区是福建省漳州市下辖的市辖区，市人民政府所在地。位於福建省南部沿海，是漳州市政治、經濟、交通，文化中心、薌城區是國家歷史文化名城，通行閩南語漳州話。區政府駐東鋪頭街道南昌路96號。

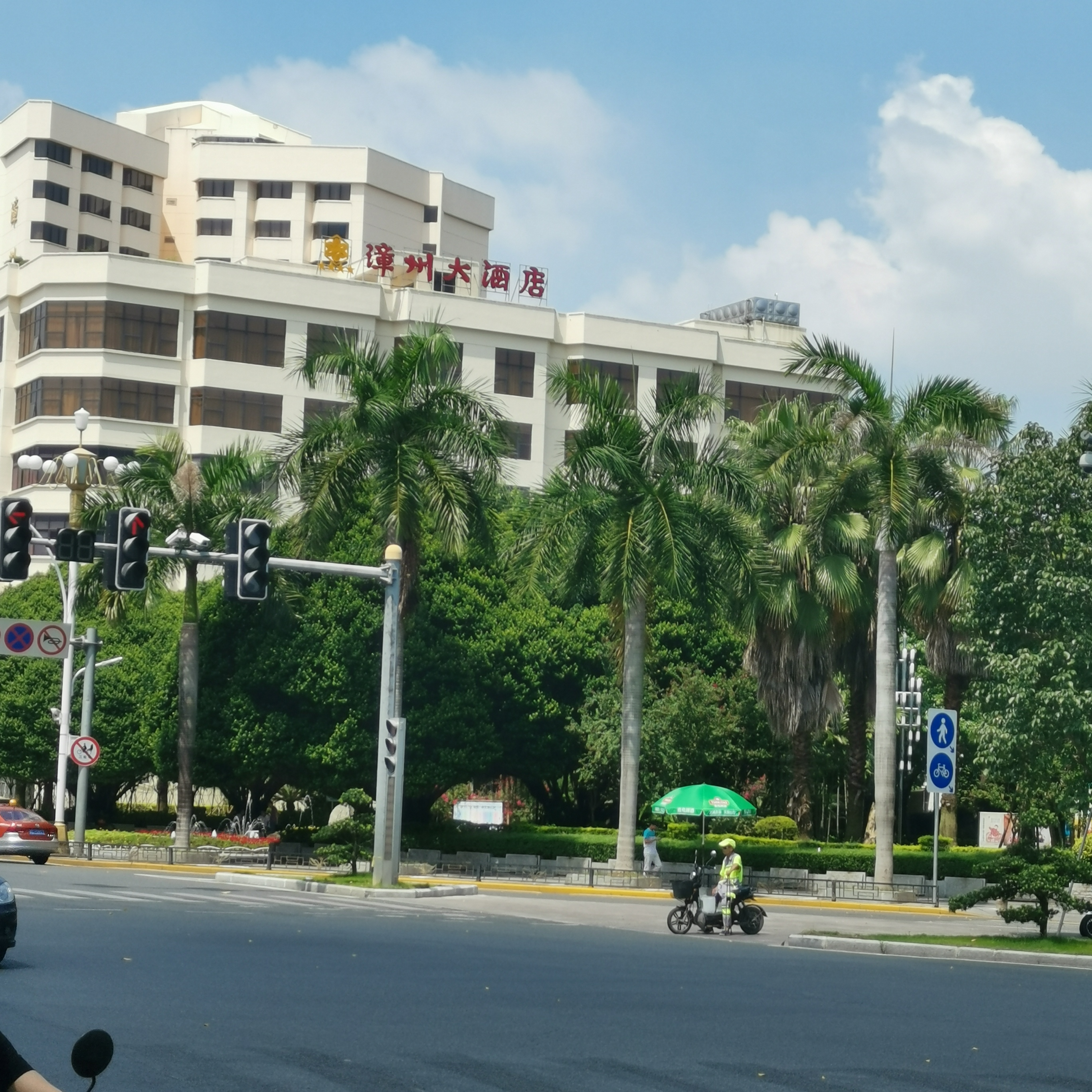
漳州大酒店

## 历史
古属漳州府龙溪县。
1949年，解放军占领漳州，1950年成立龙溪专区，后改龙溪地区，今芗城区属之。
1951年，析龙溪县城关设县级漳州市。
1985年，龙溪地区改设地级漳州市，原县级漳州市改设芗城区。
1996年，析芗城区和龙海市部分区域设龙文区。

## 行政区划
芗城区下辖8个街道、2个镇：东铺头街道、西桥街道、新桥街道、巷口街道、南坑街道、通北街道、芝山街道、石亭街道、浦南镇、天宝镇、芗城区奶牛场和天宝林场。

## 地理环境
芗城区地处九龙江下游的漳州平原。从地势上说，西北高一些，东南低一些。最高峰是天宝山的三尖峰，海拔高度928.8米。福建省第二大江九龙江的西溪和北溪都流经该区。芗城区还有市区环城河以及大小河塘。

## 交通
- 319国道、 甬莞高速、 厦蓉高速

## 特产
以片仔癀、水仙花、八宝印泥、銀耳闻名。

## 人口
根據第七次人口普查數據，截至2020年11月1日零時，薌城區常住人口為628297人。

## 旅游景點

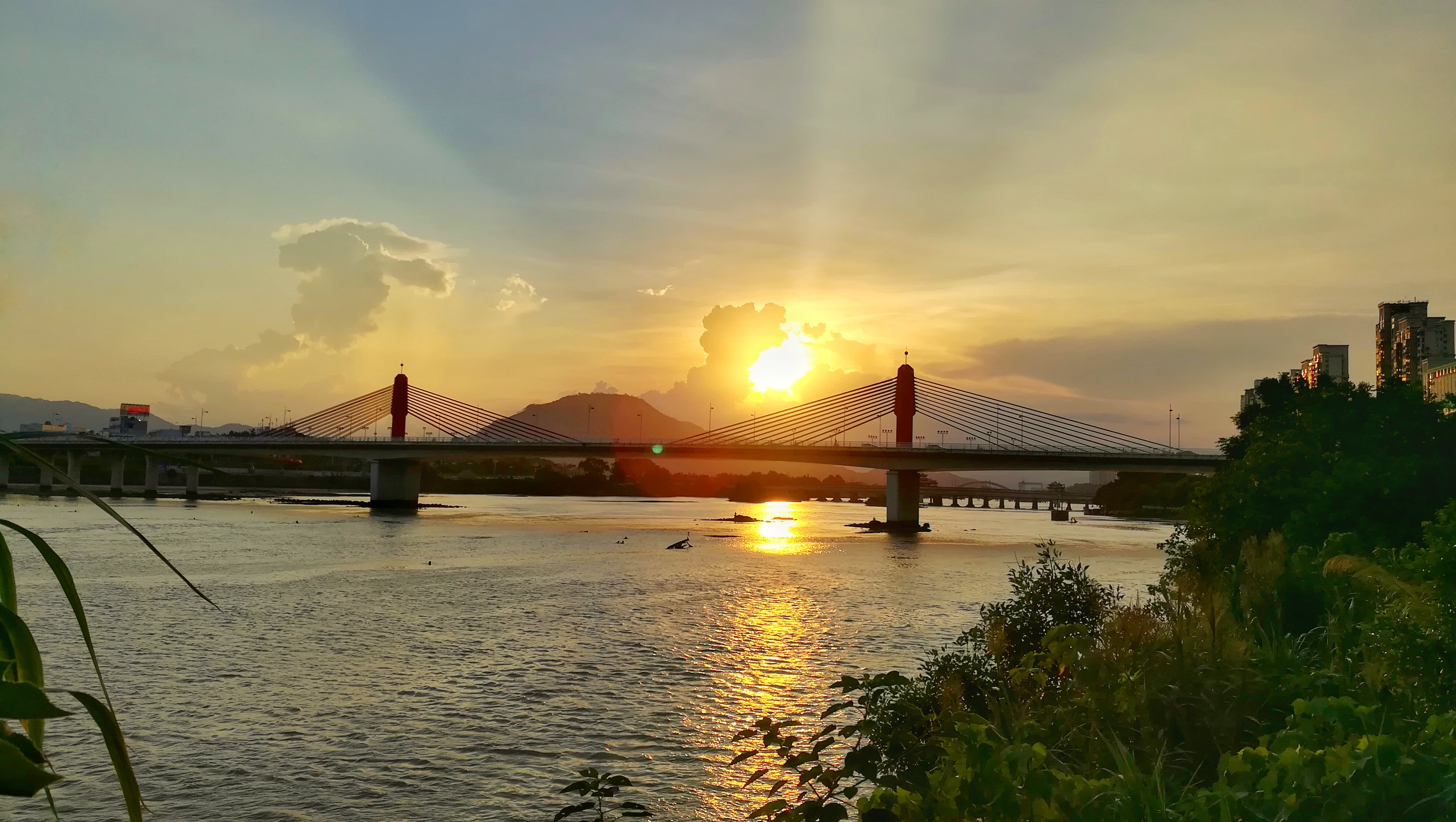
九龙江西溪芗城区段

芗城区的省级重点文物保护单位有
- 芝山红楼
- 唐建南山寺
- 唐陈元光墓

市级重点文物保护单位有
- 丹霞半月楼
- 仰文楼
- 唐咸通碑
- 宋经幢
- 孔庙
- 明嘉济庙碑

其他旅游景點
- 台灣路 (漳州)
- 香港路 (漳州)

## 文化教育

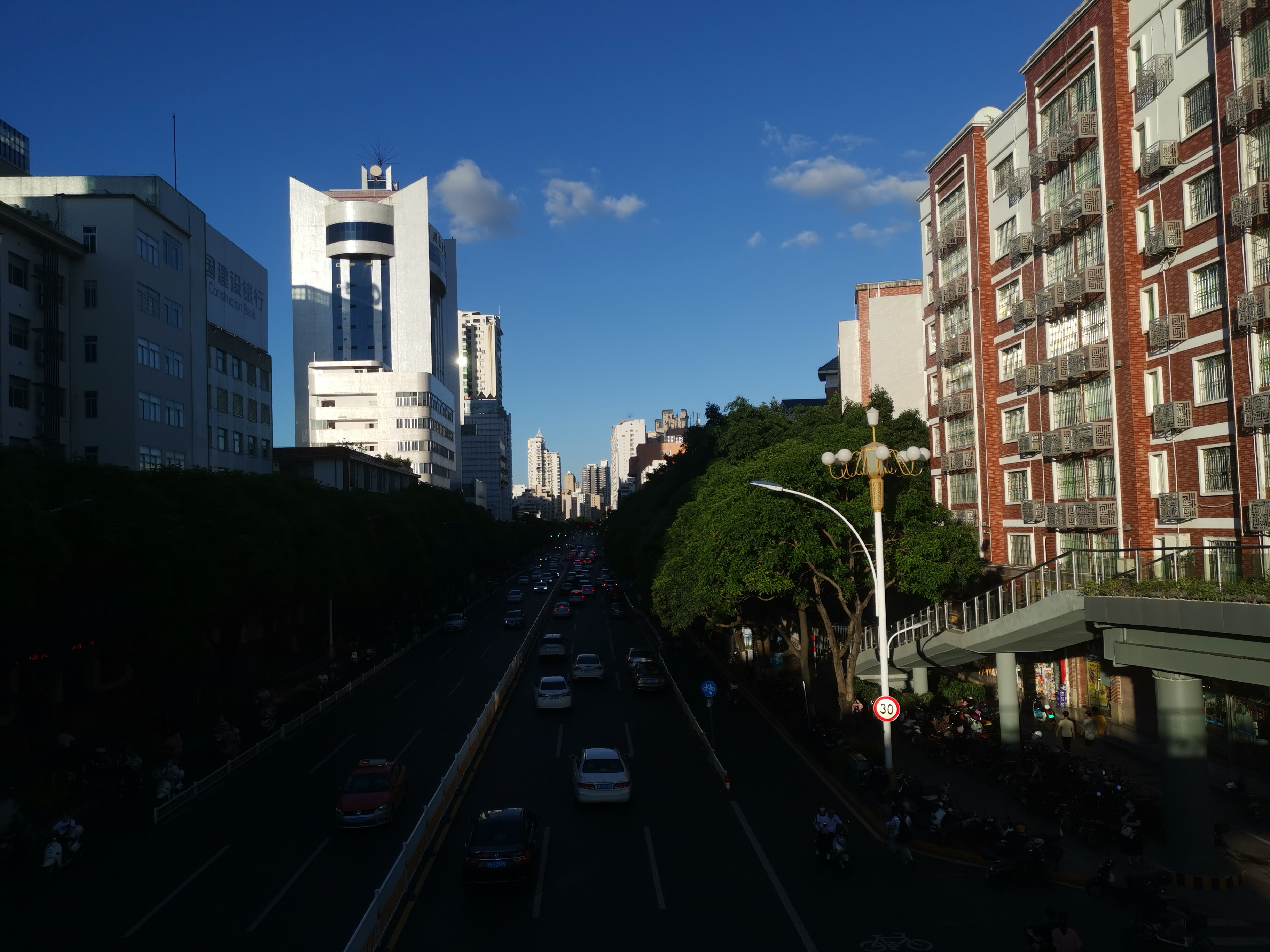
芗城区胜利东路

- 闽南师范大学
- 漳州一中
- 闽南师范大学附属中学（原漳州二中）
- 漳州三中
- 漳州城市职业学院
- 漳州卫生职业学院
- 漳州职业技术学院